# Hoeve de Naveau
De Hoeve de Naveau is een gesloten hoeve in Opheers aan Opheersstraat 11.
Van deze zeer grote, gesloten hoeve dateren het woonhuis en het poortgebouw uit einde 18e eeuw. De schuur en de stallen zijn uit het midden van de 19e eeuw.
Het woonhuis is een dubbelhuis, twee en een halve verdieping hoog onder een hoog zadeldak. Binnen bevindt zich een renaissance-schouw uit omstreeks 1700.
Boven in het poortgebouw bevindt zich een duiventil. Een dubbele dwarsschuur met twee boogvormige ingangen komt uit op de binnenplaats, waaromheen de gebouwen staan gegroepeerd.